# Елачич, Йосип
Граф Йосип Елачич-Бужимский, Иосиф Елачич-де-Бужим (хорв. Josip grof Jelačić Bužimski; 16 октября 1801, Петроварадин, Военная граница, Королевская Венгрия Габсбургской монархии, ныне Воеводина, Сербия — 20 мая 1859, Загреб) — полководец Австрийской империи и хорватский государственный деятель, знаковая фигура хорватской истории. Бан Далмации, Хорватии и Славонии с 23 марта 1848 по 19 мая 1859 года. Известен как активный участник подавления Венгерской революции 1848—1849 годов. Также известен тем, что упразднил в Хорватии кметство (местный вариант крепостного права).

## Происхождение
Йосип Елачич — сын хорватского барона фельдмаршал-лейтенанта Франца (Франьо) Елачича фон Бужима (1746—1810), известного участника Наполеоновских войн, и Анны-Марии Портнер фон Хёфляйн.
Род Елачичей, происходивший из хорватской области Лика, имел за плечами четыре столетия воинских заслуг. Анна-Мария Портнер, полунемка-полухорватка, была внучкой граничарского генерала Мартина Кнежевича. Она же состояла в родстве с офицерскими граничарскими семьями Чоличей и Вукасовичей.

## Военная карьера
Йосип окончил с отличием венский Терезианум и поступил на службу в австрийскую армию 11 марта 1819 г. в чине лейтенанта, в 3-й кавалерийский полк барона Винко фон Кнежевича (близкого родственника Анны-Марии), расквартированный в Галиции. Йосип Елачич-Бужимский серьёзно интересовался историей, географией и иностранными языками, хорошо говорил на всех южнославянских языках, а также на немецком, венгерском, итальянском и французском; неплохо знал латынь.
1 мая 1825 года Йосип Елачич-Бужимский получил звание обер-лейтенанта. После Галиции Елачич служил в городе Огулин, что на Военной границе, в Дрежнике; потом в Италии; — и снова в Огулине, откуда часто ездил в гости к матери в Загреб. В хорватской столице барон Елачич познакомился с Людевитом Гаем и другими активистами национального литературно-просветительного кружка, взявшими себе античное имя «иллиров».
1 сентября 1830 г. Йосип Елачич произведён в капитаны. Участвовал в сражении при Великой Кладуше 17 октября 1835 года в кампании против мусульман-босняков (боснийцев), воевавших на стороне Османской империи против Австрии, за доблесть в бою получил медаль. Однако барон Елачич никогда не забывал, что в жилах босняков тоже течёт хорватская кровь — и после заключения мира, искал путей сближения и сотрудничества с единоплеменниками другой веры. Подобно большинству хорватских аристократов, Елачич-Бужимский не был католическим фанатиком, с уважением относился к чужой религии. Елачич подружился с Махмуд-бегом Башичем из Бихача, и бег подарил барону породистого белого жеребца, коему предстояло войти в фольклор — ибо именно на нём впоследствии торжественно въезжал бан Елачич в освобождённые хорватские города — и в поверженные города противника.
20 февраля 1837 года Елачич был произведён в майоры и переведен в полк барона фон Гольнера. В 1838 году майор Елачич сопровождал саксонского короля Фридриха-Августа II (который в свободное от государственных дел время занимался ботаникой и другими науками) в его путешествии по Велебиту, Далмации и Черногории. Невдалеке от Огулина король и барон покорили вершину Клес (1180 м).
1 мая 1841 Елачич получил звание подполковника и переведен в 1-й полк хорватской Военной границы (Banal-Grenz-Regiment), расквартированный в городе Глина (ныне центральная Хорватия). 18 октября того же года ему было досрочно присвоено звание полковника и должность военного администратора округа. Елачич завоевал симпатии местного населения, поскольку стремился защищать его интересы во время военных действий и манёвров.
22 марта 1848 года Елачич получил звание генерал-майора. То был судьбоносный год, когда сотряслись самые основы Австрийской империи. Бурлила Вена, возрождалась к национальной жизни Венгрия. Выступая в первых числах марта в Венгерском парламенте, в Пожони (Братиславе), Лайош Кошут назвал австрийский режим — «созревшим для гибели». В эти же дни в Хорватии мечтатели-«иллиры» повели за собой широкие народные массы. 18 марта в Загребе открылись заседания Хорватского Сабора (национальное собрание тех частей Хорватии, кои на тот момент входили в состав многонационального Венгерского королевства). И 22 марта — одновременно с производством Елачича в генерал-майоры — историк и лингвист Людевит Гай предложил избрать барона на должность бана Хорватии. Сабор единодушно избрал Елачича, а также постановил, что с этого дня депутаты Сабора будут избираться согласно активному избирательному праву, и что ближайшие выборы пройдут в мае 1848 года.

## Революция 1848—1849 годов
Избранный баном Хорватии барон Елачич отправился в Вену, где 7 или 8 апреля 1848 года принёс присягу императору, но отказался принести присягу в качестве бана Хорватии, поскольку Хорватия была административно подчинена Венгрии, с чем Елачич не был согласен. И Венгрия, и Хорватия возрождались к свободной жизни — однако, взаимоотношения двух наций перешли в острый конфликт, отчасти ввиду того, что венгерские революционеры, сражаясь за свою свободу, не понимали, или не желали понять хорватских национальных чаяний.
31 марта 1848 года венгерский поэт сербо-словацкого происхождения Шандор Петёфи выступил с демагогическим призывом к «любимым братьям-хорватам» совместно выступить против «деспотической бюрократии Австрии» — но при этом, агитировал хорватский народ забыть различия в языке. Как писал впоследствии бан Елачич, именно «ограничения в языковом вопросе, узаконенные Венгерским парламентом, были одной из главных причин сопротивления хорватского народа мадьярам». Поскольку отношения между Австрией и Венгрией также ухудшились после начала Венгерской революции 15 марта 1848 года, — император Фердинанд I проявил неожиданную благожелательность к хорватам. 7 или 8 апреля 1848 года Елачичу было присвоено звание фельдмаршал-лейтенанта, в связи с чем он стал командующим всех габсбургских войск в Хорватии.
В должности бана Елачич поддерживал стремления хорватов к автономии от Венгрии и последовательно разрывал административные связи с последней. Императорский двор пытался противостоять его самоуправству, даже объявлял его бунтовщиком и государственным изменником, а Хорватский Сабор — нелегитимным органом. Тем не менее критика в его адрес осталась без серьёзных последствий, поскольку хорватские силы под руководством Елачича, лояльные императору, представляли собой хороший противовес венгерскому правительству Л. Баттяни. Елачич восемь или девять раз пытался переговорить с Баттяни, чтобы добиться хоть какого-то компромисса, но до поры, до времени, Баттяни отвергал его предложения.
Возвратившись в апреле в Загреб, Елачич декларировал неподчинение венгерскому правительству Баттяни, отказался сотрудничать с ним и назначил выборы хорватского Сабора на 25 мая 1848 года.

### Решения Сабора во время Революции
Сабор заявил императору Австрии следующие требования:
1. Объединить все хорватские провинции (Хорватско-Славонское королевство, Истрию, Далмацию и Военную границу);
2. Отделить их от Венгерского королевства;
3. По примеру Венгрии, получившей в марте 1848 года ответственное министерство, предоставить таковое же Объединённой Хорватии;
4. отменить кметство (крепостное право);
5. предоставить гражданские права всем слоям населения;
6. закрепить законодательно (не по примеру Венгрии) равенство наций.

Хорватский Сабор единогласно и категорически выступал против мадьяризаторской политики правительства Лайоша Кошута, который высокомерно заявил в то время: «Да не увидим Хорватию на лице Земли!».
19 апреля 1848 года Елачич провозгласил союз хорватских провинций и отделение от Венгерского королевства. В пику шовинистическим установкам венгерских революционеров — Хорватская конституция 24 апреля 1848 установила, что «языки всех народов должны быть нерушимы». В то же время Елачич заявлял о безусловной лояльности дому Габсбургов. По поводу крепостного права Елачич решил отложить окончательные финансовые расчёты сторон впредь до прекращения революции. Это его решение вызвало протесты, которые были подавлены; военные суды приговорили к смерти ряд мятежников.
Позднее, в мае, Елачич учредил Банский совет (Банское Вече), который стал фактическим правительством Хорватии.

### Конфликт с венгерским правительством
Император Австрии вызвал его в Инсбрук, куда переехал двор на время восстания, и сообщил ему, что хорватские и славонские контингенты в итальянских провинциях желают присоединиться к войскам в Хорватии, однако он не может допустить этого, поскольку тогда военная мощь региона окажется ослабленной. В связи с этим, Елачич приказал всем войскам, расположенным в Италии, оставаться в местах дислокации.
Отношение австрийских властей к независимости Хорватии от Венгрии было непоследовательным. Поначалу Австрия сопротивлялась административному отделению Хорватии от Венгрии. Возвращаясь в Загреб, Елачич прочитал на станции Лиенц манифест императора, которым тот освобождал Елачича от всех должностей. Манифесту Елачич не подчинился, но тем не менее сохранил формальную лояльность императору и продолжал поддерживать отношения с императорским двором, особенно с матерью императора Софией.
Елачич вернулся в Хорватию, где венгерские войска собрались на границе и распространяли враждебные прокламации против него. Немедленно по прибытии в Загреб, он получил императорский приказ вступить в переговоры с венгерским правительством.
5 июня 1848 года Елачич принёс присягу Бана, — ввиду отсутствия католического епископа Юрая Хаулика, — перед православным патриархом Карловацким Иосифом Раячичем.
В середине июля 1848 года Елачич совершил поездку по Славонии и Срему, на скупщине Сремского кантона в Илоке произнёс яркую патриотическую речь. Затем он поехал в Австрию. Хорватско-Венгерские переговоры проходили в Вене. Во время переговоров Елачич вступил в спор с главой венгерского правительства Баттьяни по вопросу о «хорватском сепаратизме». Баттяни пытался обвинить Елачича в намерении отделиться от Австрии. В ответ Елачич назвал венгров бунтовщиками. Граф Баттяни пригрозил, что подобная позиция может обернуться гражданской войной, на что Елачич 27 июля заявил, что отказывается от продолжения переговоров.

### Война за отделение Хорватии от Венгрии
В августе Елачич провозгласил манифест к хорватам, где он отверг обвинения в том, что автономия Хорватии способствует панславизму:
«как сын хорватской нации, как сторонник свободы, как подданный Австрии, я предан конституционному императору Империи и её королям, и я желаю великой, свободной Австрии»
1 сентября Елачич у Вараждина пересёк Драву и вступил на венгерскую территорию, имея 45 000 солдат плюс 10 000 хорватских повстанцев. Ему покорилась область Меджимурье, где преобладал хорватский элемент. Впрочем, поначалу снабжение было плохо организовано и войска продвигались медленно, обеспечивая себя поборами с местного населения. Энтузиазм хорватских войск возрос, когда в Шиофоке бан получил рескрипт Фердинанда I (датированный 4 сентября), отменявший манифест об отставке Елачича, и назначавший его на должность главнокомандующего всех имперских войск в Венгрии.
Во время наступления на Пешт-Буду (ныне Будапешт) Елачич получил письмо от эрцгерцога Стефана, который сообщал ему, что император решил назначить графа Баттяни главой нового правительства, так что с беспорядками покончено; Елачичу рекомендовалось остановить войска и обсудить дальнейшие действия у эрцгерцога. Елачич ответил, что не может остановить свою армию немедленно, но готов вести дискуссии на паровой яхте эрцгерцога «Кишфалуди», в порту Балатонсемеш. Елачич разбил шатёр на берегу Балатона, однако встреча не состоялась, поскольку (согласно австрийским источникам) офицеры Елачича советовали ему воздержаться от неё ввиду опасности наёмных убийц, подосланных венграми, — и прямо отказывались выпустить бана из укреплённого лагеря. После провала своего мероприятия Стефан 23 сентября бежал из Венгрии.

### Битва при Пакозде
Армия Елачича захватила Секешфехервар 26 сентября 1848 года. В тот же день император назначил фельдмаршал-лейтенанта Франца Ламберга командующим всеми войсками в Венгрии, но это назначение было аннулировано венгерским парламентом. Лайош Кошут призвал венгров к сопротивлению, а исполнительная власть была передана в руки Национального комитета защиты родины (Országos Honvédelmi Bizottmány). Ламберг, который попытался взять в свои руки командование над венгерскими войсками, был опознан венграми и убит.
Елачич продвигался вперёд и достиг озера Веленце 29 сентября, где встретился с венгерскими войсками. После первых столкновений генерал-лейтенант Янош Мога отступил к северу от Шукоро. Елачич потребовал от Мога выступить против повстанцев и «вернуться на путь чести и долга», но Мога отказался, а его армия атаковала Елачича между городами Мога и Пакозд. Сражение у Пакозда длилось несколько часов; согласно венгерским источникам, Елачич был разбит, а согласно хорватским, он отступил.
На следующий день, 30 сентября, Елачич попросил о трехдневном перемирии; он хотел использовать это время, чтобы подождать армию Рота. Вскоре он смог оценить превосходство венгерских войск, а также плохое вооружение и усталость собственных. Более того, 1 октября дороги снабжения, ведущие в Хорватию, были отрезаны повстанцами, поэтому он двинулся в направлении Вены. 3 октября Мога двинулся вслед за Елачичем, но не захотел атаковать его войска.
4 октября Фердинанд I вновь назначил Елачича главнокомандующим всеми войсками в Венгрии и распустил венгерский парламент.

### Борьба против мятежа в Вене
Австрийский военный министр Теодор фон Латур вызвал в Вену гвардию, чтобы та присоединилась к войскам Елачича, но это вызвало восстание в Вене 6 октября. Латур был опознан в Мошонмадьяроваре и убит. 7 октября командующий Мор Перцель разгромил армии генералов Рота и Филиповича и захватил обоих в плен. Венгерский парламент отменил декрет 4 октября.
Елачич направился к Вене, чтобы присоединиться к войскам, стоящим у города. Под командованием генерал-лейтенанта Тодоровича он организовал корпус из 14 000 бойцов, которые двинулись на юг, в Штирию, для защиты Хорватии.
Венский революционный комитет обратился за помощью к венгерскому правительству. 10 октября при Лааэр Берг Елачич присоединился к австрийским войскам под командованием Ауэршперга, к которым также присоединились силы Каргера из Прессбурга, полк графа Вальмодена и полк Франца-Иосифа. Объединённые силы возгласил фельдмаршал Альфред Виндишгрец. 21 октября, увидев превосходство сил австрийцев, Мога отошёл от границ Австрии, и восстание в Вене было подавлено. Войска Елачича вели бои в пригородах Вены — Ландштрассе, Швехата, Эрдберг и Вайсгербер.

### Зимняя кампания фельдмаршала Виндишгреца
21 октября — слишком поздно — когда Лайош Кошут приказал Мога возвратиться в Вену, 30 октября венгерские силы столкнулись с войсками Елачича у Швехата. В результате стремительной контратаки венгерские войска были разгромлены. Из-за этого поражения Мога уступил пост командующего А. Гёргею.
2 декабря Фердинанд I отрёкся от престола, и новым императором стал Франц-Иосиф. 13 декабря Виндишгрец пересёк административную границу Венгрии. 16 декабря Елачич также перешёл границу и разгромил венгерские войска у Парндорфа, а позднее занял Мошонмадьяровар и Дьёр. Зная, что Мор Перцель расположился у Мора, Елачич совершил обходной манёвр в направлении города и разгромил там венгерские войска, захватив 23 офицера и 2000 солдат. После этой битвы Пешт-Буда стала уязвимой, поэтому венгерское правительство бежало в Дебрецен. Гёргей ещё мог противостоять наступлению Елачича у Тетени некоторое время, однако 5 января Виндишгрец вместе с Елачичем захватил Пешт-Буду.

### Другие кампании
После захвата Пешт-Буды крупные кампании прекратились. Виндишгрец объявил военную диктатуру, захватил Баттяни и потребовал капитуляции. Он двинулся на Дебрецен, но был остановлен Перцелем у Сольнока и Абони. Кошут назначил Генрика Дембинского командующим вместо Гёргея и начал стратегическое контрнаступление, но был разгромлен около Капольны. Виндишгрец приказал Елачичу двинуться на Ясфеньсару. 4 апреля Клапка атаковал его, но при Тапиобичке Елачичу удалось его отбросить. 5 апреля Дамьянич вновь взял Сольнок. Елачич получил новый приказ повернуть от Ясфеньсару и направиться к Гёдёллё. 2 апреля Елачич встретил Дамьянича у Тапиобичке и потерпел поражение. 6 апреля Виндишгрец вместе с Елачичем потерпел серьёзное поражение у Ишасега и отступил в пригороды Пешт-Буды.
После поражения граф Виндишгрец был снят с должности главнокомандующего и заменён сначала генералом Вельденом, затем Гайнау. Елачич получил приказ собрать рассеявшиеся войска в южной Венгрии и организовать армию. Эта армия, состоявшая из 15800 пехотинцев, 5100 кавалеристов и 74 орудий, немедленно направилась в Эсек (сейчас Осиек). Во время этого марша на юг Елачич вынужден был очищать регион от повстанцев, особенно в Пече. В результате ряда неудачных решений армия Елачича не смогла присоединиться к императорской армии и вынуждена была перейти к обороне.

### Сражения в Славонии
В мае 1849 г. Елачич двинулся из Осиека в Вуковар, Илок и далее. Он находился в сложном положении, поскольку австрийцы обратились за помощью в подавлении восстания венгров к Российской империи, ввиду чего Елачич начал терять поддержку центральных властей. Его войскам не хватало одежды, вооружения и провизии, кроме того, холера унесла жизни многих его солдат.
Сербские войска под командованием Кузмана Тодоровича вынуждены были сдать венграм ряд стратегических пунктов. Венгры захватили Петроварадин, где войска запаслись продуктами. В апреле Мор Перцель захватил Сенттамаш, обошёл Петроварадин и разгромил Тодоровича, поэтому смог захватить Панчову и в конце концов вместе с Бемом захватил район Темешкёз.
Елачич, отрезанный от снабжения, укрепил свои войска для обороны и вёл небольшие бои в Славонии. Обозы с провизией от Австрийской империи застряли у Саланкемена (сейчас — Сланкамунд). В июне он решил прорываться и направился к линии Зомбор-Дунафёльдвар. Во время этого похода, 6 июня, Перцель напал на него около Кати (Кач) и Жабля (Йозефсдорф). Елачич разбил Перцеля и двинулся вперёд, но не смог захватить Уйвидек (сегодня: Нови-Сад).
24 июня он успешно занял Обече, однако город был отбит венграми 28 июня. Таким образом, Елачич не смог выбить венгерские войска из Бачки.
После падения Темешвара Елачич присоединился к войскам Гайнау, и после окончания революции отправился в Вену, чтобы обсудить реорганизацию Хорватии, Славонии и приграничных регионов.

## После революции
После восстановления мира Елачич возвратился в Хорватию, где его встретили как национального героя и спасителя отечества. Он получил от Франца Иосифа медаль ордена Марии Терезии и крест Липотского ордена. 24 апреля 1854 г. он получил титул графа Елачича-Бужимского. Также Елачич получил медали от русского царя, саксонского короля, ганноверского короля и пармского герцога.
Принятая после подавления восстаний новая конституция империи лишила местные органы в Венгрии политической власти, однако это ограничение затронуло и Хорватию, несмотря на её лояльность Вене во время военных действий. Несмотря на это, бан Елачич ратифицировал новую Конституцию 1849 г. и продолжал запрещать различные газеты, публиковавшие антиавстрийские статьи. В 1851 г., когда барон Александр фон Бах стал правителем Венгрии, Елачич работал под его руководством и, как утверждают враги бана, не противодействовал германизации Хорватии. Однако, 11 декабря 1852 г. Елачич добился возвышения Загребской епархии до архиепископии. Тем самым католическая Церковь Хорватии получила независимость от примаса Венгрии — архиепископа Эстергомского.
Елачич оставался в должности бана вплоть до самой смерти в 1859 году, в Загребе.
В последние годы своей жизни и даже позднее Елачич был относительно непопулярен среди видных политиков-сторонников независимости Хорватии, таких, как Анте Старчевич и другие, а также среди людей, понёсших потери из-за военной кампании. Он также до сих пор крайне непопулярен в Венгрии как один из основных виновников подавления революции. Однако в современной Хорватии он пользуется таким же почётом, как и его критики Анте Старчевич, «отец Хорватии», Степан Радич, неформальный лидер хорватов до 1928 г.

## Оценка деятельности

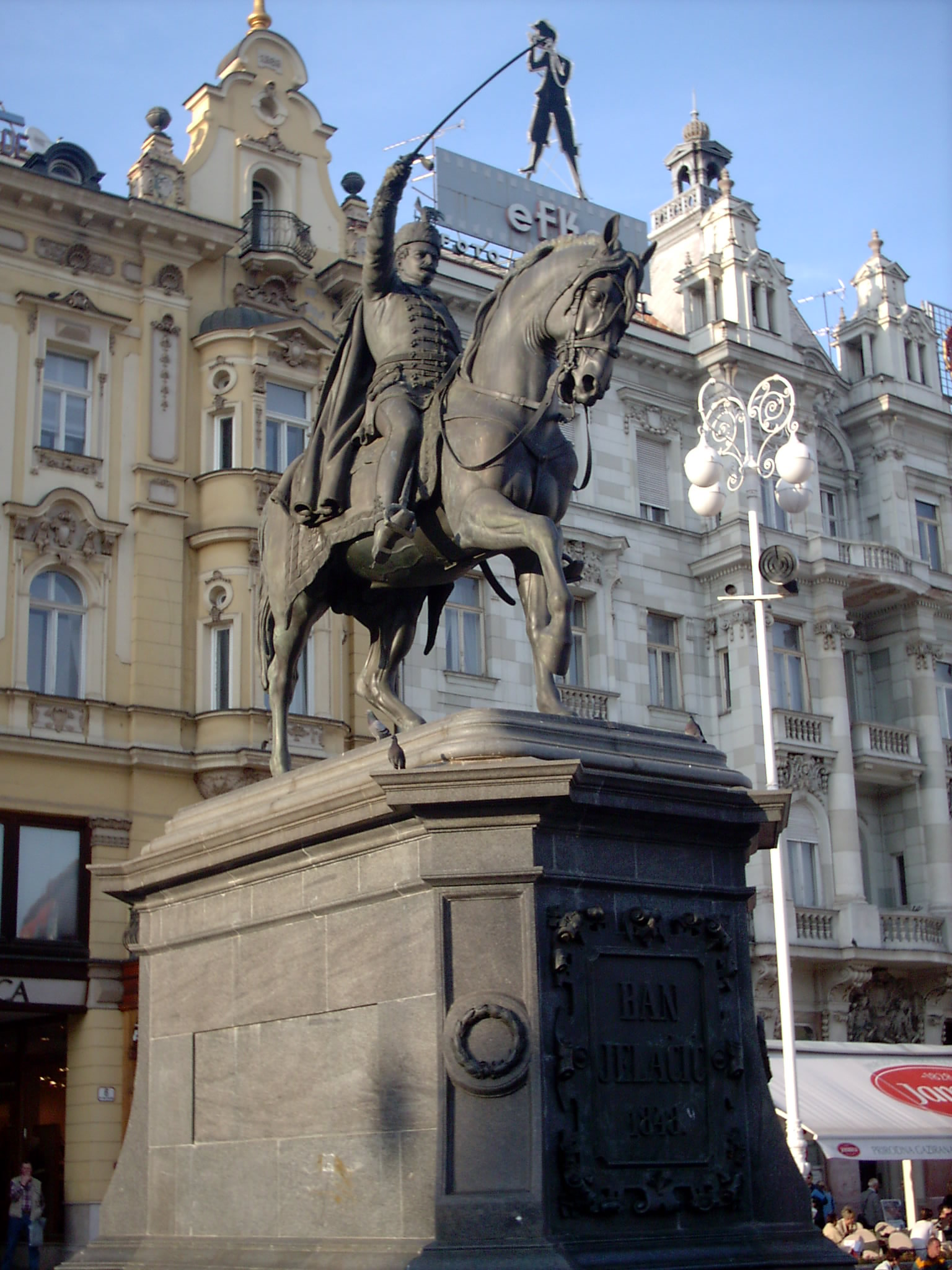
Памятник Елачичу в Загребе (скульптор Антон Доминик Фернкорн).

Елачич стал одним из активнейших участников подавления Венгерской революции, в связи с чем его деятельность оценивают по-разному в разных странах: 
- в Хорватии Елачич считается национальным героем;
- в истории Словакии он — союзник[7], храбро защищавший общеславянское дело;
- в Сербии Елачич когда-то был весьма уважаем, но после вспыхнувшего сербо-хорватского конфликта отношение к нему в этой стране переменилось;
- Венский двор видел в Елачиче инструмент для спасения своего господства; таким же инструментом (только со знаком «минус») считают его либеральные австрийские историки;
- в Венгрии и, в меньшей степени, в Италии (где в середине XIX века народные массы сочувствовали венграм) бан Елачич-Бужимский рассматривается как враг и оккупант.

## Память
- Площадь бана Йосипа Елачича в центре Загреба носит имя бана с 1848 года, а его конная статуя сооружена там же в 1866 г. Примечательно, что статуя указывала саблей в сторону Венгрии, против которой воевал Елачич. В 1947 г. памятник был снесён коммунистами-титовцами. В 1991 г. статуя была установлена на прежнем месте, но развёрнута в противоположном направлении. Присутствовавший на церемонии президент Франьо Туджман назвал Елачича: Символом хорватской самобытности и непокорства, храбрости хорватской!
- Патриотическая песня «Ustani, bane» (с хорв. — «Восстань, бан») была написана в честь Елачича.
- Портрет Елачича изображён на хорватской банкноте в 20 кун.

## «Гульден Елачича»

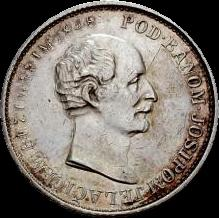
Гульден Елачича

Во время Венгерского восстания на территории Хорватии из-за нехватки разменных монет чеканилась серебряная монета номиналом в 20 крейцеров с портретом Елачича (так называемый «гульден Елачича»). Монеты были изъяты из обращения сразу после поступления из Австрии нового запаса разменных монет.